# 個人女性主義
個人主義女性主義（英語：Individualist feminism，亦稱作ifeminism），是一種強調個人主義、個人自主、反對國家對女性歧視和支持性別平等的自由意志主義女性主義運動。

## 概述
個人主義女性主義者致力於改革法律制度，以消除性別特權，確保個人享有平等權利。個人主義女性主義鼓勵女性對自己的人生負全責，反對政府對成年人身體選擇的干涉。
個人主義／自由意志女性主義有時被歸為自由女性主義的分支之一，但它與21世紀主流自由女性主義在許多觀點上有明顯分歧。 個人主義女性主義者Wendy McElroy與Christina Hoff Sommers將個人主義女性主義與她們稱為「政治女性主義」或「性別女性主義」相對立。

## 主張
自由意志女性主義反對限制女性自主和選擇的性別角色，主張嚴格的性別角色無論對女性還是男性都有負面影響，尤其當這些角色受到法律強制時。 她們批評依靠制度權力來達成目標，認為讓政府為女性做決定反而限制了女性的個人選擇。例如，以「保護女性」為由禁止性工作，實際上剝奪了自願從事此行業女性的經濟機會。
Cato研究所等自由意志主義智庫主張，資本主義提升了女性的生活水平、資源獲取、個人自由以及勞動機會。
個人主義女性主義符合自然法則理論，支持法律應平等保護男性與女性的權利。 個人主義女性主義者主張，政府不應優先照顧女性，也不應介入私人關係、經濟安排、媒體娛樂或社會文化等領域以推動性別平等。

## 美國的歷史
根據個人主義女性主義者Joan Kennedy Taylor，美國早期組織化女性主義基本上是一場「古典自由主義女性運動」。 第一波女性主義強調普選權、廢奴與女性財產權等平等權利。19世紀末至20世紀初，隨著進步主義和社會主義運動崛起，個人主義女性主義逐漸式微。直到20世紀中期，受到第二波女性主義反威權與個人主義思想影響才復興。
20世紀末，個人主義女性主義／自由意志女性主義的標籤由Taylor、Sharon Presley、Tonie Nathan、Wendy McElroy等人明確提出。現代自由意志女性主義繼承了她們及Nadine Strossen、Camille Paglia等人的觀點，以及歷史上的古典自由主義與無政府主義思想。

## 自由意志女性主義組織

### 自由意志女性主義者協會（ALF）
自由意志女性主義者協會（Association of Libertarian Feminists, ALF）由Tonie Nathan與Sharon Presley於1973年在美國奧勒岡州創立。1975年成為全國性組織。ALF主張反對性別偏見、反對政府干預，並為女性主義運動提供自由意志主義選擇。

### 女性自由主義者（Feminists for Liberty）
Feminists for Liberty（F4L）是2016年成立的自由意志女性主義組織，主張反對性別主義與國家主義，支持市場、選擇自由和性自主，並反對集體主義。

### Ladies of Liberty Alliance (LOLA)
Ladies of Liberty Alliance（LOLA）於2009年成立，旨在透過社交團體、領袖訓練等活動吸引女性參與自由意志主義。

### Mothers Institute
Mothers Institute為現已解散的非營利機構，曾支持家庭主婦、在家教育、健康與母親權利網絡等主張。

## 批評
批評者認為，個人主義女性主義未能有效處理結構性不平等問題。 例如Catharine MacKinnon指出，「個人選擇」在現實中往往無法解決弱勢群體如有色女性所面臨的壓迫。 Susan Brownmiller則認為，個人主義反對團結的態度反映女性主義運動的衰落與分裂。

## 重要個人主義女性主義者
- William Lloyd Garrison（1805–1879）[18]
- Ezra Heywood（1829–1893）
- Moses Harman（1830–1910）[19]
- Voltairine de Cleyre（1866–1912）
- Dora Marsden（1882–1960）
- Suzanne La Follette（1893–1983）
- Tonie Nathan（1923–2014）
- Joan Kennedy Taylor（1926–2005）
- Mimi Reisel Gladstein（1936年生）
- Sharon Presley（1943–2022）
- Camille Paglia（1947年生）
- Wendy Kaminer（1949年生）[20]
- Candida Royalle（1950–2015）[21]
- Christina Hoff Sommers（1950年生）
- Wendy McElroy（1951年生）
- Jo Jorgensen（1957年生）
- Nina Hartley（1959年生）[21]
- Virginia Postrel（1960年生）
- Cathy Young（1963年生）
- Tiffany Million（1966年生）
- Chris Crass（1973年生）
- Spike Cohen（1982年生）
- Lily Wu（1984年生）
- Rene Denfeld

## 延伸閱讀
- Kennedy Taylor, Joan. . Buffalo, N.Y: Prometheus Books. 1992. ISBN 9780879757175.
- Heywood, Ezra. . 1873. （原始内容存档于2 September 2005）.
- de Cleyre, Voltairine. Presley, Sharon; Sartwell, Crispin , 编. . Albany: State University of New York Press. 2005. ISBN 9780791460948.
- Johnson, Charles W. . 1 May 2005.
- Presley, Sharon. . （原始内容存档于30 July 2012）.
- . . Stanford Encyclopedia of Philosophy. 2021.
- Davies, S.  (PDF). Libertarian Alliance Pamphlet, no. 7. 1987  [2010-09-28]. （原始内容 (PDF)存档于2018-10-04）.

## 外部連結
- 自由意志女性主義者協會
- iFeminists
- Pro Choice Libertarians 的存檔，存档日期2007-09-03.
- The Mother's Institute
- Ladies of Liberty Alliance (LOLA)